# Piero D'Inzeo
Piero D'Inzeo (Rome, 4 maart 1923 – aldaar, 13 februari 2014) was een Italiaans springruiter, die actief was van de late jaren 1940 tot in de late jaren 1970. Hij was een oudere broer van Raimondo D'Inzeo. Beiden namen van 1948 tot 1976 aan acht opeenvolgende Olympische Zomerspelen deel. Piero won daarbij twee zilveren en vier bronzen medailles. In 1959 won hij het Europees kampioenschap. In 1952 nam D'Inzeo tevens deel aan de eventingwedstrijd,

## Resultaten
- Olympische Spelen:
  - 1956 in Stockholm:  per ploeg,  individueel met Uruguay
  - 1960 in Rome:  per ploeg,  individueel met The Rock
  - 1964 in Tokyo:  per ploeg met Sun Beam
  - 1972 in München:  per ploeg met Easter Light

- Europese kampioenschappen:
  - 1958 in Aken:  individueel met The Rock
  - 1959 in Parijs:  individueel met Uruguay
  - 1961 in Aken:  individueel met Pioneer
  - 1962 in Londen:  individueel met The Rock

- Verder:
  - 4x winnaar van Grote Prijs van Aken (1952 met Uruguay, 1959 en 1961 met The Rock en 1965 met Bally Black)

- International Standard Name Identifier: 0000 0004 1966 7403
- Istituto Centrale per il Catalogo Unico: SBLV065940
- Virtual International Authority File: 90326352